# Montescardia kurenzovi
Montescardia kurenzovi är en fjärilsart som beskrevs av Aleksei Konstantinovich Zagulajev 1966. Montescardia kurenzovi ingår i släktet Montescardia och familjen äkta malar. Inga underarter finns listade i Catalogue of Life.